# Diócesis de Västerås (antigua)
La diócesis de Västerås (en latín: Dioecesis Arosiensis y en sueco: Västerås stift) fue una circunscripción eclesiástica de la Iglesia católica en Suecia. Fue convertida en parte de la Iglesia independiente de Suecia (desde 20 de marzo de 1593 completamente luterana) el 18 de junio de 1527 por decisión del rey de Suecia y suprimida de hecho como diócesis católica al morir su último obispo católico el 17 de mayo de 1534. Se trataba de una diócesis latina, sufragánea de la arquidiócesis de Upsala.

## Territorio y organización
La diócesis se extendía por la antigua provincia de Vestmania y en parte de las actuales provincias de Dalecarlia y Örebro. Su territorio desde el 29 de junio de 1953 está incluido en la diócesis de Estocolmo.
La sede de la diócesis se encontraba en la ciudad de Västerås, en donde se halla la Catedral de la Virgen María y Juan el Bautista, hoy perteneciente a la Iglesia de Suecia.

## Historia
La diócesis fue erigida en Munktorp (localidad del municipio de Köping) a mediados del siglo XI con el nombre de la diócesis de Munktorp. Hacia 1100 la sede la diócesis fue trasladada a Västerås por el misionero cluniacense inglés David de Munktorp, que era su obispo, y la diócesis adoptó el nuevo nombre de Västerås.
Originalmente sufragánea de la arquidiócesis de Hamburgo-Bremen, en 1104 se convirtió en sufragánea de arquidiócesis de Lund, ciudad que era parte del Reino de Dinamarca. En 1164 pasó a formar parte de la provincia eclesiástica de la arquidiócesis de Upsala.
En 1134 incorporó parte de la diócesis de Sigtuna, erigida alrededor de 1060/1066, cuando la ciudad de Sigtuna fue durante un tiempo el centro del poder real.
El obispo Otto Olavi Svinhufvud (1501-1522) terminó la catedral de Västerås. 

### Reforma protestante
El 17 de junio de 1523 Gustavo I de Suecia (Gustavo Vasa) entró en Estocolmo finalizando la guerra de liberación sueca que disolvió la Unión de Kalmar y el fin del dominio danés.
Peder Jakobsson fue nombrado obispo de Västerås en 1523 por Gustavo Vasa. Peder Jakobsson expresó su descontento en algunas cartas a sus amigos. Las cartas fueron interceptadas por el rey, quien se aseguró de destituirlo como obispo de Västerås y lo llevó a juicio. El juicio se celebró en Upsala y terminó con su ejecución el 18 de febrero de 1527.
Peder Månsson (Petrus Magni) fue nombrado por el papa como obispo de Västerås el 27 de abril de 1524 y ordenado obispo el 1 de mayo de 1524.
Entre el 16 y el 18 de junio de 1527 se celebró en Västerås el parlamento o Riksdag por el cual Gustavo I privó a la Iglesia de su poder, se apoderó de sus bienes, cortó sus vínculos con la Iglesia de Roma y se proclamó su jefe. Desde entonces hubo una Iglesia sueca independiente que comenzó el proceso de introducción del luteranismo y rompió definitivamente con el papa al abolir el derecho canónico en la reunión de Upsala en 1536.
Peder Månsson consagró al luterano Laurentius Petri como arzobispo de Suecia el 22 de septiembre de 1531. Gracias a esto, la Iglesia de Suecia llegó a reclamar una sucesión apostólica ininterrumpida a través de la Reforma. Sin embargo, Peder se opuso a esto y antes de la consagración del arzobispo, junto con el obispo de Strängnäs, Magnus Sommar, había escrito una protesta secreta contra todas las medidas reformadoras (en Strängnäs el 10 de agosto de 1531). Falleció el 17 de mayo de 1534 y fue el último obispo en comunión con la Santa Sede, quedando de hecho suprimida la diócesis católica y sucedida por la diócesis luterana de Västerås.
En 1534 el rey nombró a Henrik Jönsson como obispo de Västerås de la Iglesia sueca independiente del papa.
El 20 de marzo de 1593 el sínodo de Upsala prohibió en el Reino de Suecia toda religión que no fuera la doctrina luterana, excepto en las embajadas, adoptando las Confesiones de Augsburgo y completando la transformación de la Iglesia sueca independiente en luterana. Los sacerdotes católicos se vieron obligados a convertirse o abandonar el país. Con la derrota del rey católico Segismundo III Vasa en la llamada guerra contra Segismundo en 1599, finalizó toda traza de catolicismo en Suecia.

## Episcopologio
- San David de Munktorp † (?-30 de diciembre de 1082 falleció)
- Amund † (mencionado en 1100)
- Henricus Pauli † (?-4 de junio de 1134 falleció)
- Petrus Olav † (mencionado en 1164)
- Richard † (circa 1165-?)
- Ilianus † (circa 1172-1182 falleció)
- Aegidius † (1182-? falleció)
- Robertus, O.Cist. † (1213-1227 falleció)
- Benedictus Germundi † (1227-circa 1233 falleció)
- Magnus Erik † (1233-1257 falleció)
- Carolus † (1259-1267 renunció)
- Israel Johan Ängel † (1267-1284 falleció)
- Petrus Elavi † (1285-1 de abril de 1299 falleció)
- Nils Kettilsson † (enero de 1300-22 de abril de 1308 nombrado arzobispo de Upsala)
- Israel Erlandsson, O.P. † (29 de julio de 1309-? falleció)
- Egislus Birgeri, O.P. † (5 de mayo de 1329-1352 falleció)
- Magnus Eskil † (7 de junio de 1353-10 de agosto de 1371 falleció)
  - Laurentius Boberg † (obispo electo)
- Mathias Laurentii † (14 de enero de 1372-1379 falleció)
- Hartlevus Hartlevi † (6 de agosto de 1379-1387 falleció)
- Beno Henrici Korp † (1388-? falleció)
- Nils † (2 de marzo de 1395-1401 falleció)
- Petrus Ingevasti † (25 de junio de 1403-1414 falleció)
- Navne Jensen † (12 de septiembre de 1414-14 de julio de 1421 nombrado obispo de Odense)
- Olaus Jacobi Knob † (10 de noviembre de 1421-1441 falleció)
- Achatius Johannis † (1442 consagrado-17 de abril de 1453 falleció)
- Petrus Mathiae de Vallibus † (24 de agosto de 1453-1454 falleció)
- Olaus Gunnari † (23 de diciembre de 1454-1461 falleció)
- Benedictus Knut † (8 de enero de 1462-1462 falleció)
- Birger Månsson † (8 de marzo de 1463-1464 falleció)
- Ludechinus Abelis † (23 de agosto de 1465-1487 falleció)
- Olaus Andreae de Vallibus † (5 de noviembre de 1487-1500 falleció)
- Otto Olavi Svinhufvud † (27 de agosto de 1501-1522 falleció)
  - Peder Jakobsson † (1523-18 de febrero de 1527 falleció) (nombrado por el rey y ejecutado)
- Peder Månsson (Petrus Magni) † (27 de abril de 1524-17 de mayo de 1534 falleció)